# A Sheepman's Triumph
A Sheepman's Triumph è un cortometraggio muto del 1911 prodotto dalla Kalem Company. Il nome del regista non viene riportato nei credit del film.
Il cortometraggio è uscito l'11 settembre 1991 (USA).

## Trama
I Cattlemen disegnano una linea morta e sfidano i pastori ad attraverstarla. Nan scrive a suo padre, un allevatore di bestiame, sta tornando a casa per una vacanza. Ben, il figlio di un allevatore di pecore, dice a suo padre che sta avendo problemi con i Cattlemen. Nan arriva dal College e viene accolta da ogni uomo del Ranch, con i quali è una grande favorita. I Cattlemen intendono far passare il bestiame sulle pecore. Ben impara il loro piano ed avverte i suoi uomini. Nan fuori per un giro, si ritrova direttamente in linea del bestiame in fuga. Ben, che sta facendo uno sforzo per proteggere le sue pecore, vede Nan in pericolo e la salva da una posizione pericolosa. Nan e Ben diventano grandi amici e accettano di scambiare appunti, usando un albero cavo come ufficio postale. Il padre di Nan scopre la loro amicizia e ordina a Nan di non avere nulla a che fare con il figlio del sheepherder. I giovani, tuttavia,  lo sfuggono e fuggono. Il Rancher infuria e giura vendetta, ma attraverso il suo amore per la sua unica figlia, si svolge una riconciliazione e una tregua nella guerra tra gli allevatori e gli uomini di pecora è dichiarata.

## Produzione
Il film fu prodotto dalla Kalem Company.

## Distribuzione
Distribuito dalla General Film Company, il film - un cortometraggio di una bobina - uscì nelle sale cinematografiche statunitensi l'11 settembre 1911.